# Habrobracon concolorans
Habrobracon concolorans är en stekelart som först beskrevs av Marshall 1900.  I den svenska databasen Dyntaxa används istället namnet Bracon concolorans. Enligt Catalogue of Life ingår Habrobracon concolorans i släktet Habrobracon och familjen bracksteklar, men enligt Dyntaxa är tillhörigheten istället släktet Bracon och familjen bracksteklar. Arten är reproducerande i Sverige. Inga underarter finns listade i Catalogue of Life.